# Tripneustes
Genre
Tripneustes est un genre d'oursins (échinodermes) de la famille des Toxopneustidae.

## Description et caractéristiques

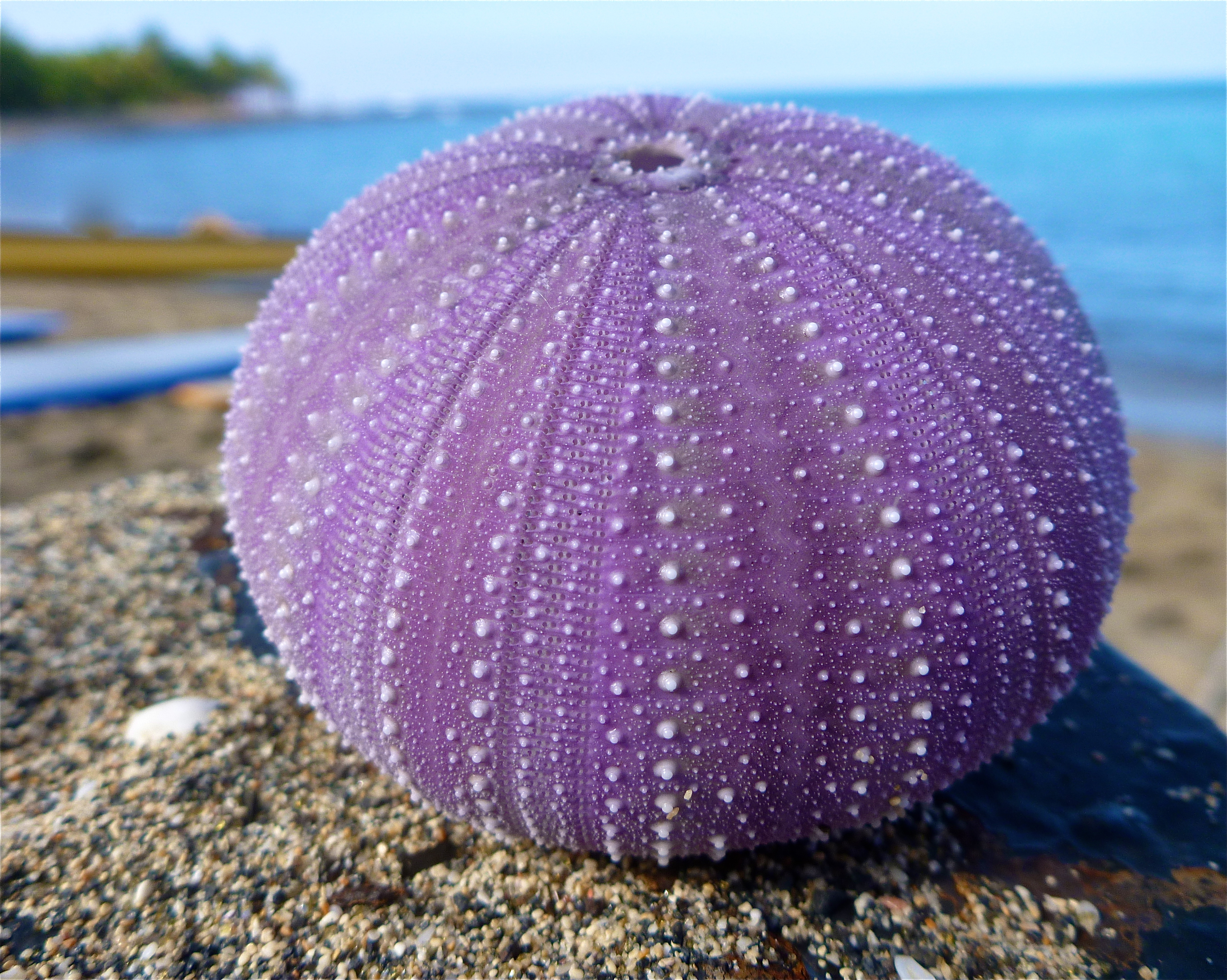
Test de Tripneustes gratilla (la couleur est contingente).

Ce sont des oursins réguliers : le test (coquille) est sphérique, protégé par des radioles (piquants), l'ensemble suivant une symétrie pentaradiaire (centrale d'ordre 5) reliant la bouche (péristome) située au centre de la face orale (inférieure) à l'anus (périprocte) situé à l'apex aboral (pôle supérieur).
Ce genre est caractérisé par un disque apical hémicyclique dépourvu de plaques suranales et des aires ambulacraires trigéminées parcourues par trois rangées de paires de pores alignées séparées par des tubercules. Les interambulacres portent de petits tubercules primaires sur la plupart des plaques (mais pas toutes), les tubercules secondaires étant clairsemés et peu développées : les plaques sont chez certaines espèces (comme T. gratilla) quasiment nues. Le péristome présente des encoches buccales étroites mais profondes.

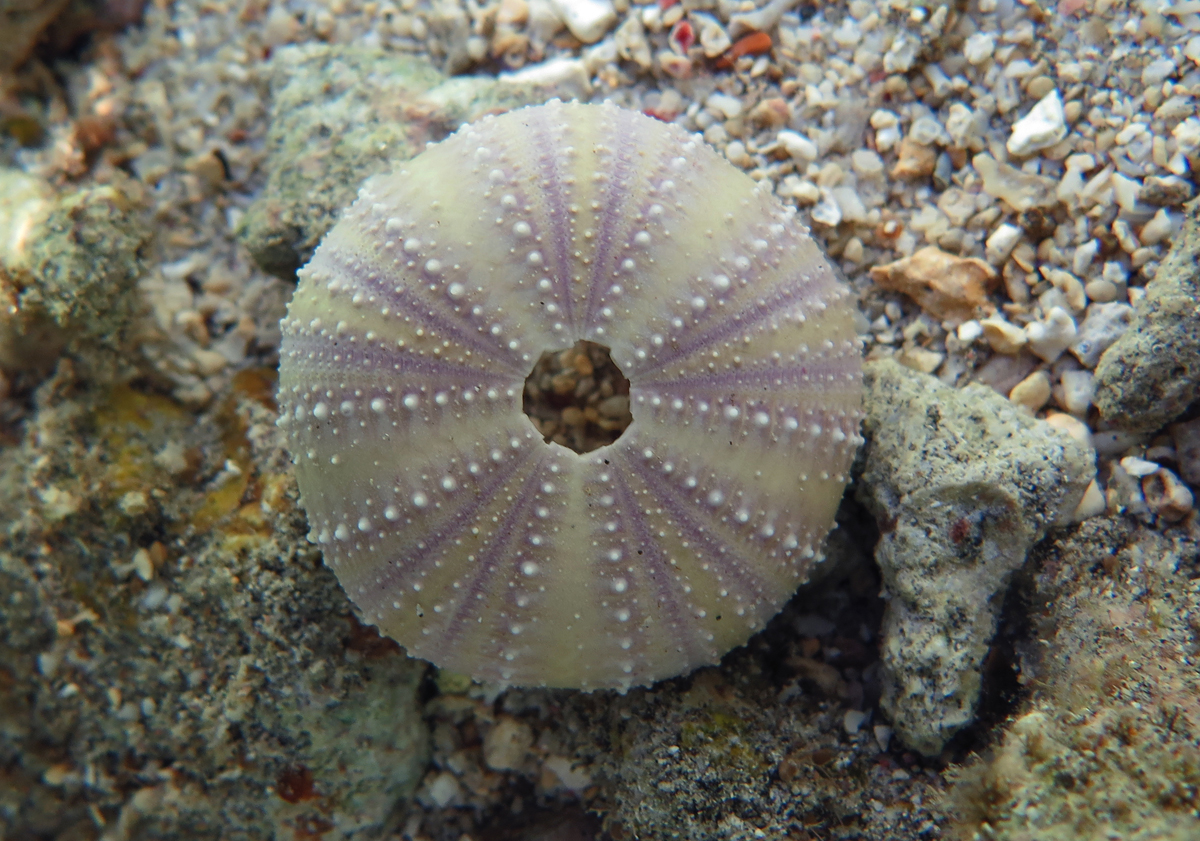
Face aborale (supérieure) d'un Tripneustes gratilla à La Réunion
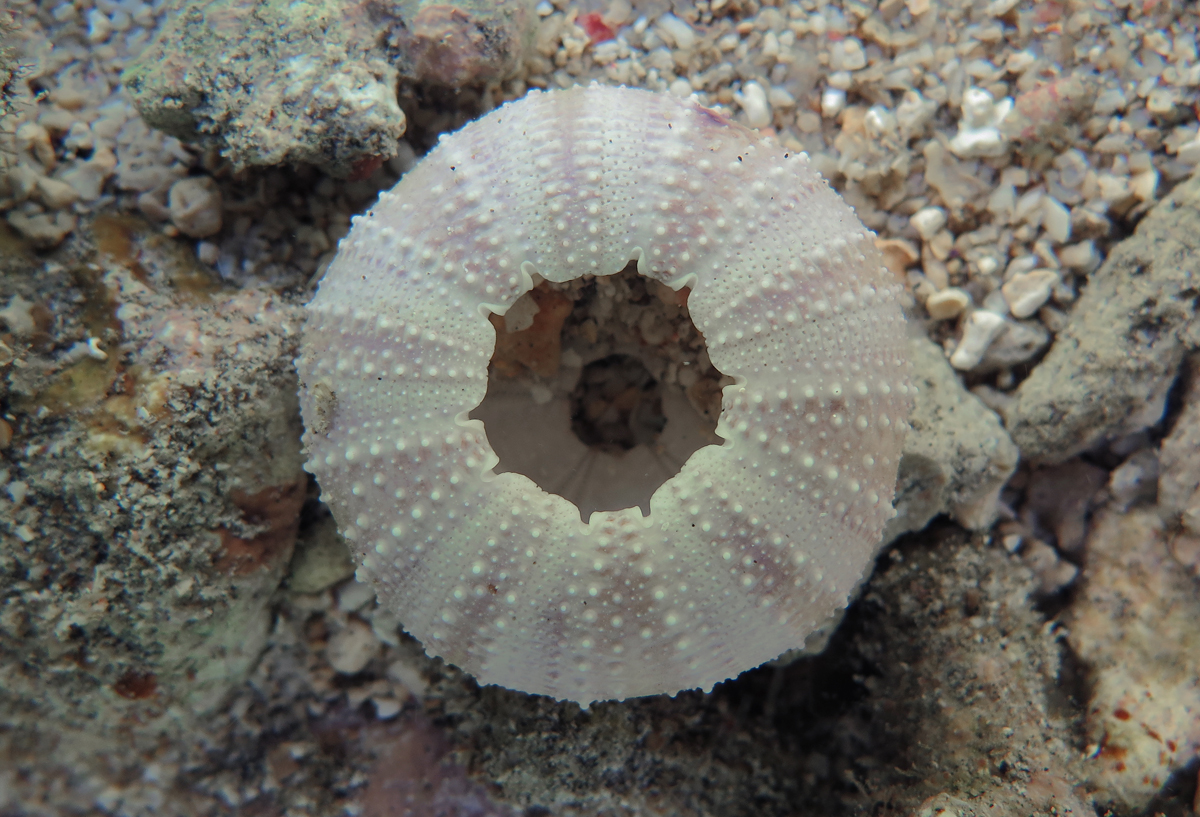
Face orale d'un Tripneustes gratilla
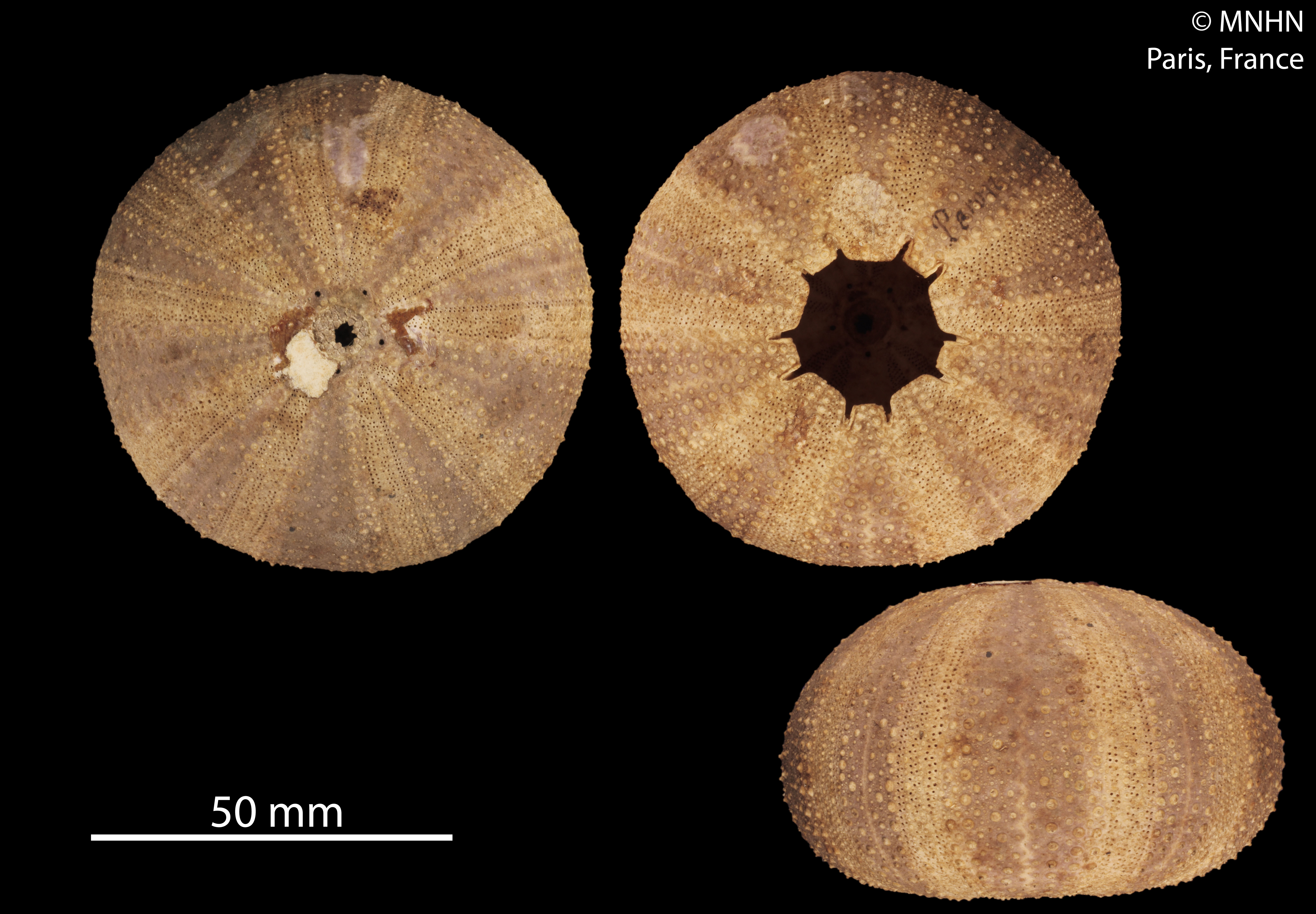
Spécimen de muséum (collection Lamarck, MNHN)

Ce genre semble être apparu au Miocène. À l'époque, il comptait de nombreuses espèces réparties dans le monde entier.
Le nom du genre (qui signifie « trois poumons ») fait sans doute référence aux trois paires de perforations que comportent les plaques ambulacraires (on parle de « trigémination »). En effet, les podia qui en sortent peuvent avoir une fonction respiratoire.

## Systématique
Le genre Tripneustes a été décrit par le naturaliste américano-suisse Louis Agassiz en 1841. 

### Liste d'espèces
Selon World Register of Marine Species (16 janvier 2025) :
- Tripneustes australiae (Tenison-Woods, 1878) -- Pacifique sud-ouest (Nouvelle-Zélande et Australie tempérée orientale)
- Tripneustes depressus (Agassiz, 1863) -- Pacifique est
- Tripneustes gratilla (Linnaeus, 1758) -- Indo-Pacifique tropical
- Tripneustes ventricosus (Lamarck, 1816) -- Caraïbes
- Tripneustes antiqua (Duncan & Sladen) †
- Tripneustes magnificus Nisiyama, 1966 †
- Tripneustes pregratilla McNamara & Kendrick, 1994 †
- Tripneustes tobleri Jeannet, 1928 †

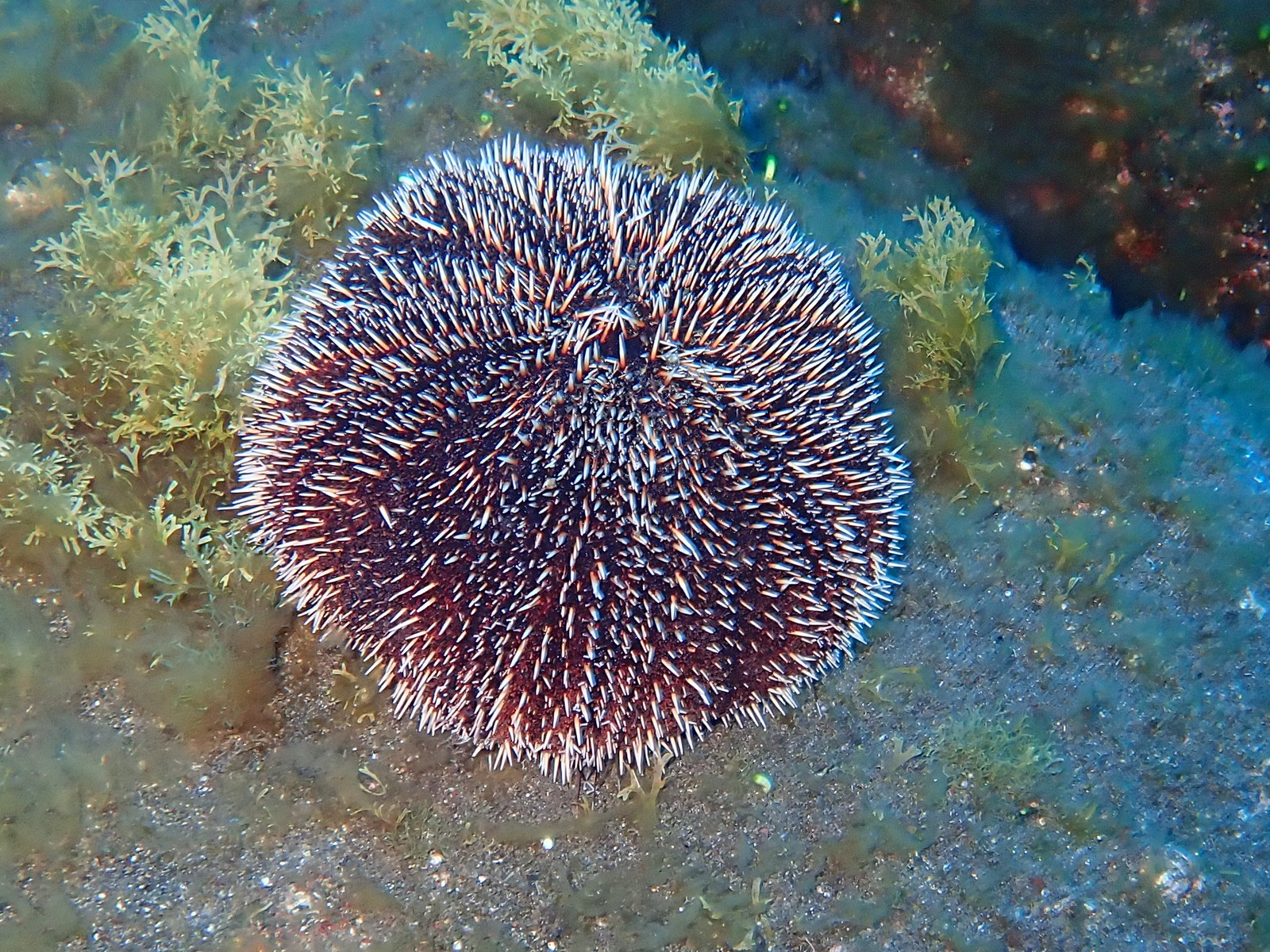
Tripneustes depressus
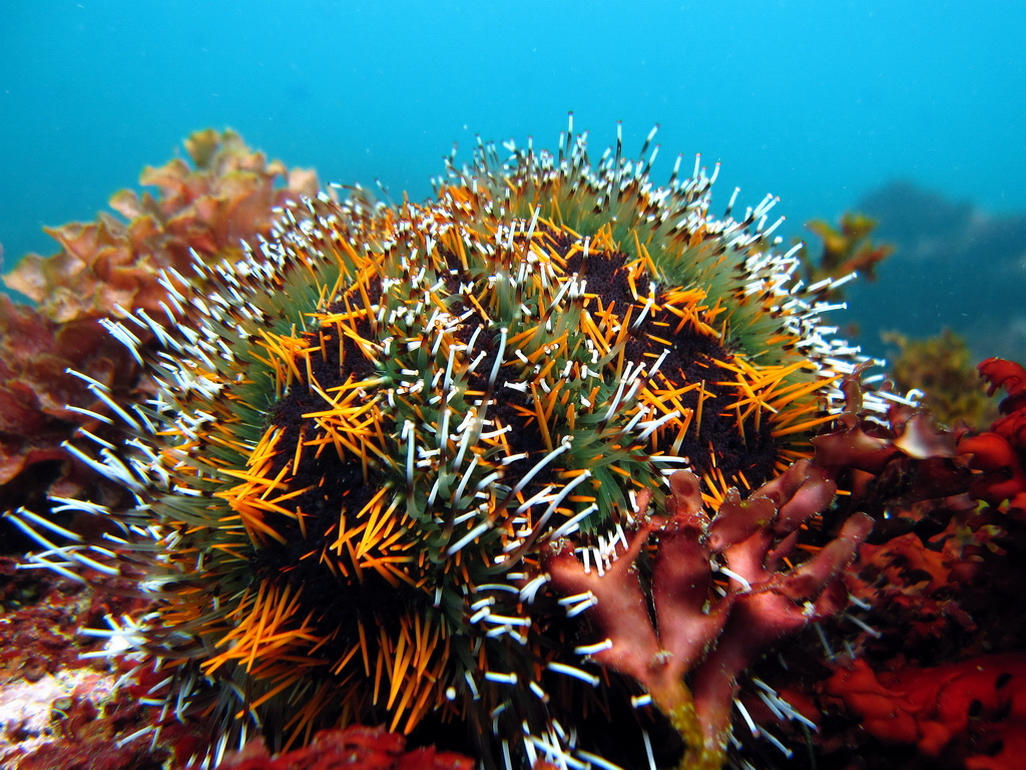
Tripneustes gratilla
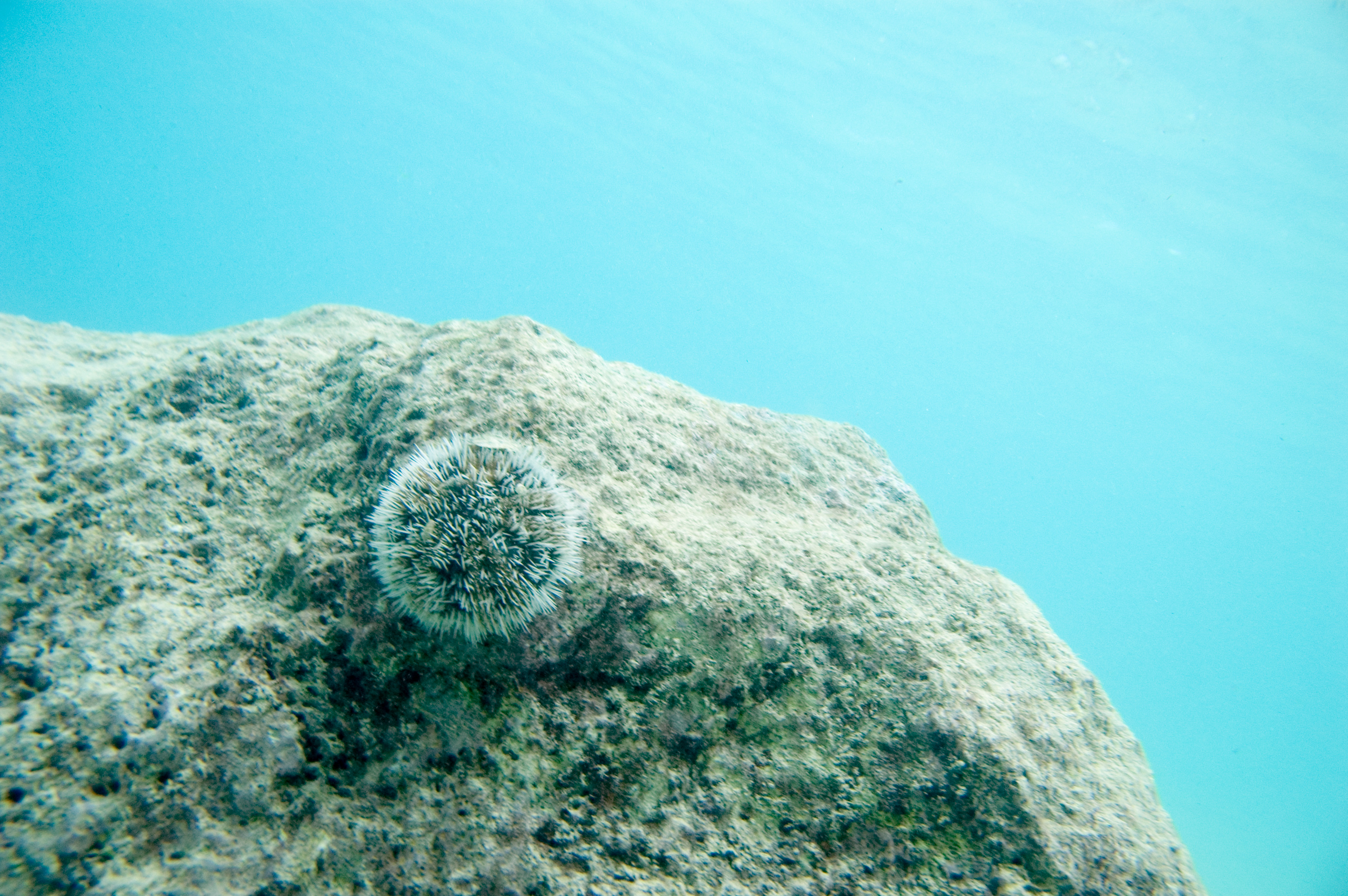
Tripneustes ventricosus

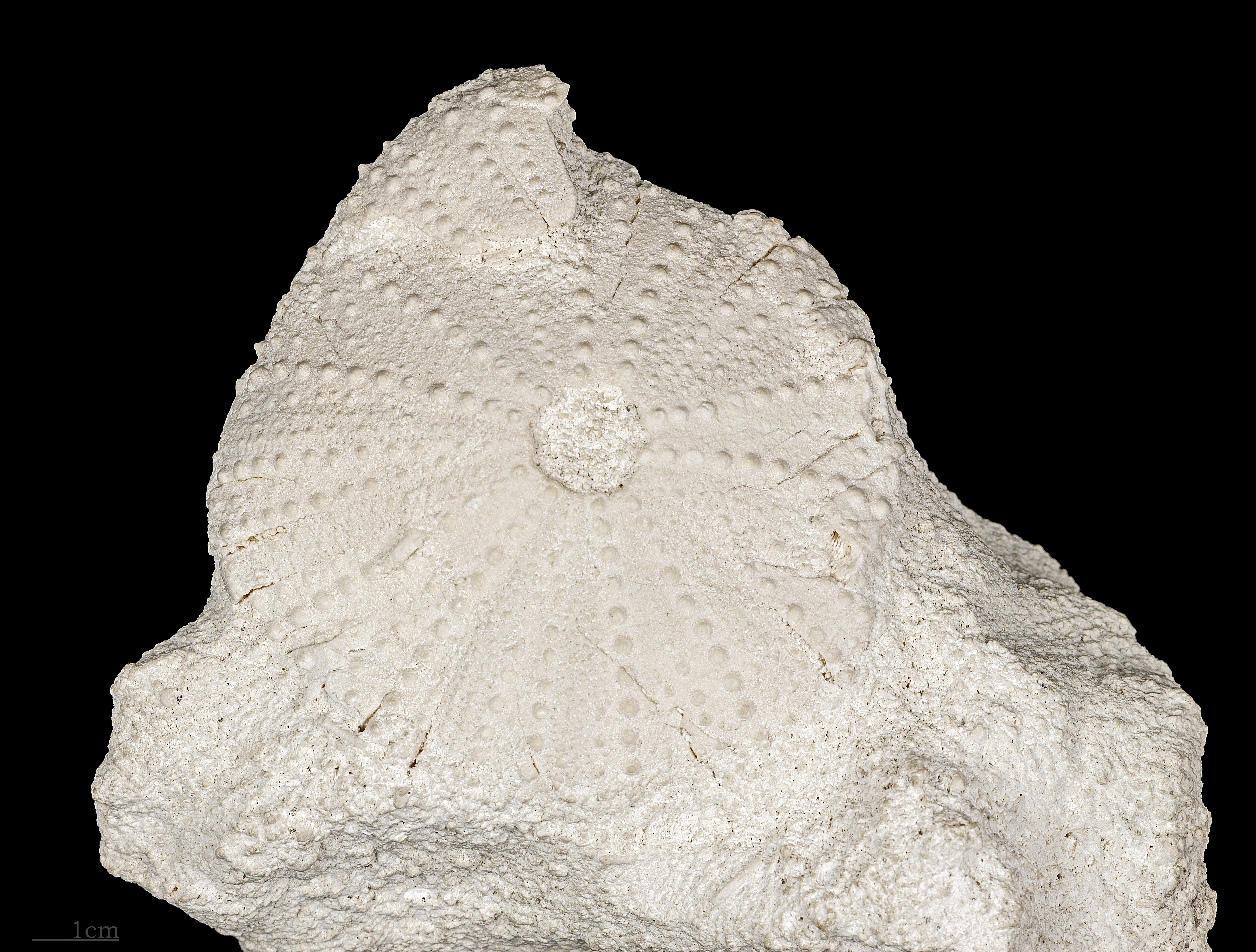
Fossile de Tripneustes parkinsoni (MHNT).

L'espèce Tripneustes kermadecensis a récemment été renommée Tripneustes australiae (Tenison-Woods, 1878).
Ce genre contient également de nombreuses espèces éteintes, comme Tripneustes parkinsoni (Agassiz, 1847), T. antiquus Duncan & Sladen, 1855, T. proavia Duncan & Sladen, 1855, Tripneustes gahardensis (Seunes), T. Schneideri Boehm, T. tobleri Jeannet, 1928, T. californicus Kew, 1920.